# آلن هیل (ستاره‌شناس)
آلن هیل (به انگلیسی: Alan Hale) (زاده ۷ مارس ۱۹۵۸) ستاره‌شناس آمریکایی و یکی از کاشفان دنباله‌دار هیل-باپ است.